# 谢盛友

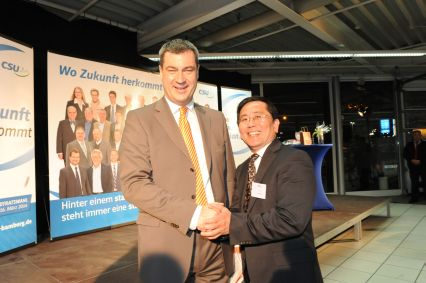
You Xie mit Markus Söder 2014

谢盛友（You Xie，1958年10月1日—），德国政治家，基督教社会联盟成员。出生于广东文昌（今属海南），中德双语专栏作家，德国班贝格民选市议员。

## 生平
1958年出生于海南岛文昌县湖山乡茶园村，1970年代末高考恢復之後，謝盛友成為海南島的外語類狀元，考进广州中山大学外语系，毕业后任职于上海大众汽车有限公司。1988年坐火车到德国巴伐利亚自费留学，在班贝格大学读新闻学和社会学，获得新闻学硕士学位，之后在埃尔朗根-纽伦堡大学研究西方法制史。留学期间，六四事件后曾任联邦德国中国学生学者联合会 (全德学联 )主席，参与举办“全球中國学联台湾之旅研习营”。
2014年3月16日以CSU（基督教社会联盟）党内最高票之10621票当选班贝格市议员。2019年代表CSU竞选欧洲议会议员。在欧盟级别的议会选举中，他是欧洲华人中参选的第一人，也是迄今为止非欧裔第一位欧洲议会议员候选人。

## 著作
- Als Chinese in Bamberg, Erich Weiß Verlag, Bamberg, 2013, ISBN 978-3-940821-28-7
- 微言德国 [9] Deutschland betrachten (1. bis 4. Band), China Fan Verlag, [10]Bamberg, 2001, ISBN 3-00-007430-9
- 老板心得[11] Erfahrungen eines Geschäftsführers,China Fan Verlag, [12]Bamberg, 2003, ISBN 3-9809119-1-8
- 人在欧洲 Das Leben in Europa,China Fan Verlag, [13]Bamberg, 2004, ISBN 3-9809119-0-X
- 主编《那片热土》（大陆学人访台论文集）, 旅德中华学术联谊会出版,  Göttingen, 1996
- 主编《東張西望:看歐洲家庭教育》,  新銳文創,  Taipeh, 2011, ISBN 9789866094057[14]
- 主编《歐洲綠生活：向歐洲學習過節能、減碳、廢核的日子》,  釀出版, Taipeh, 2013, ISBN 9789865871475 [15][16]